# Sparidentex hasta
Sparidentex hasta är en fiskart som först beskrevs av Valenciennes, 1830.  Sparidentex hasta ingår i släktet Sparidentex och familjen havsrudefiskar. Inga underarter finns listade i Catalogue of Life.